# Kioto
Kioto (京都市 Kyōto-shiⓘ?) es una ciudad de Japón, localizada en la parte central de la isla de Honshu. Es la capital de la prefectura homónima y tradicionalmente también ha sido considerada capital de la región de Kansai, aunque esta sea solo una referencia geográfica más que un territorio administrativo concreto. Así mismo, está integrada dentro de la región metropolitana de Keihanshin, compuesta por las áreas circundantes de las ciudades de Osaka, Kōbe y la misma Kioto. Cuenta con una población de alrededor de 1 465 000 habitantes (a fecha de 2020), situándose entre las ciudades japonesas más pobladas. El área total del territorio de la ciudad es de 827,83 km².
Su importancia histórica se debe al hecho de que entre los años 794 y 1868 constituyó la capital de Japón, acogiendo la sede de la Corte imperial y otras instituciones. En el año 1868, el emperador Meiji decidió trasladar la sede de la corte a Tokio, quedando la ciudad definitivamente en un segundo plano. Durante la Segunda Guerra Mundial fue la única gran ciudad japonesa que no resultó bombardeada por la fuerza aérea estadounidense. Por esta razón, hoy en día sigue constituyendo una de las importantes urbes japonesas, con un rico patrimonio histórico, artístico y arquitectónico. El 11 de diciembre de 1997 tuvo lugar en esta ciudad la firma de un protocolo que perseguía el objetivo de reducir las emisiones de gases de efecto invernadero causantes del calentamiento global. El acuerdo internacional acabaría siendo conocido popularmente como el Protocolo de Kioto.
Kioto dispone de una red desarrollada de transporte por carretera y ferrocarril. Aunque no dispone de aeropuerto propio, existen en las cercanías dos aeropuertos internacionales, como los de Osaka y Kansai. Su patrimonio histórico y monumental, y sus diversos espacios escénicos y culturales la convierten en un importante centro receptor de turismo (tanto nacional como internacional). Entre sus monumentos más representativos se encuentran el Palacio Imperial, el Castillo de Nijō, el Kinkaku-ji y el Ginkaku-ji, o el Santuario Heian y el Fushimi Inari-taisha, además de otros muchos. Desde el año 1994, parte de estos monumentos están reconocidos por la Unesco como Patrimonio de la Humanidad, junto a otros monumentos localizados en las ciudades de Uji y Otsu.
La Universidad de Kioto, fundada en 1897 y con 22 192 alumnos, es considerada como una de las mejores universidades de Japón. De acuerdo con la lista de clasificación del magacín británico Times Higher Education, la Universidad de Kioto quedaría en segunda posición entre las universidades niponas y en la 25.ª posición entre todas las universidades del mundo.

## Elementos identitarios

### Toponimia
A lo largo de su historia, la ciudad ha sido denominada en japonés como Kyō (京?), Miyako (都?) o Kyō no Miyako (京の都?). En el siglo xi, la ciudad fue renombrada como Kioto (literalmente: 'ciudad capital') por influencia del ideograma chino para referirse a Jīngdū (京都?  , 'ciudad capital'). Después de que Edo fuera renombrada como Tokio (en español: 'Capital del Este'), Kioto fue conocida durante algún tiempo como Saikyō (西京?  , 'Capital del Oeste'). También existía una forma obsoleta para llamar a la ciudad: en Occidente era formalmente conocida como Meaco o Miako (都 Miyako?), que significaba 'Sede del Palacio Imperial' o 'Capital'. Otro término comúnmente empleado para referirse a la ciudad en el periodo premoderno era Keishi (京師?), traducido por 'metrópolis' o 'capital'.

### Símbolos
Kioto dispone de bandera y escudo propios. La bandera de la ciudad entró en funciones el 1 de enero de 1960. El diseño del escudo se compone de una versión en miniatura del emblema de Kioto, que originalmente decidió el 2 de octubre de 1891. Este está rodeado por una interpretación arabesco de una rueda del carro de corte. El emblema está representado en color oro y la rueda en color morado, símbolo de la antigua capital.
Como en otras muchas ciudades niponas, una selección de flores y árboles también constituyen el símbolo de la ciudad. Como árboles representantes están el Salix babylonica (sauce llorón), Acer, y el Cercidiphyllum japonicum (katsura), mientras que como flores están la camelia, la azalea y el cerezo, flor nipona por excelencia. Fueron seleccionados por los ciudadanos de Kioto en 1972, como un medio de promover actividades para cuidar y proteger la naturaleza.

## Historia
Aunque las evidencias arqueológicas sitúan al primer asentamiento humano en las islas japonesas aproximadamente en el año 10 000 a. C., el área de Kioto no fue poblada hasta el siglo VII por el clan Hata. Ya en el año 678 se fundó el Santuario Kamo (賀茂神社 , Kamo-jinja?), siendo de los pocos asentamientos humanos que había por aquel entonces en la región. La incipiente ciudad, rodeada de montañas, se situaba en la parte centro-occidental de la isla de Honshu.

### Kioto, capital de Japón

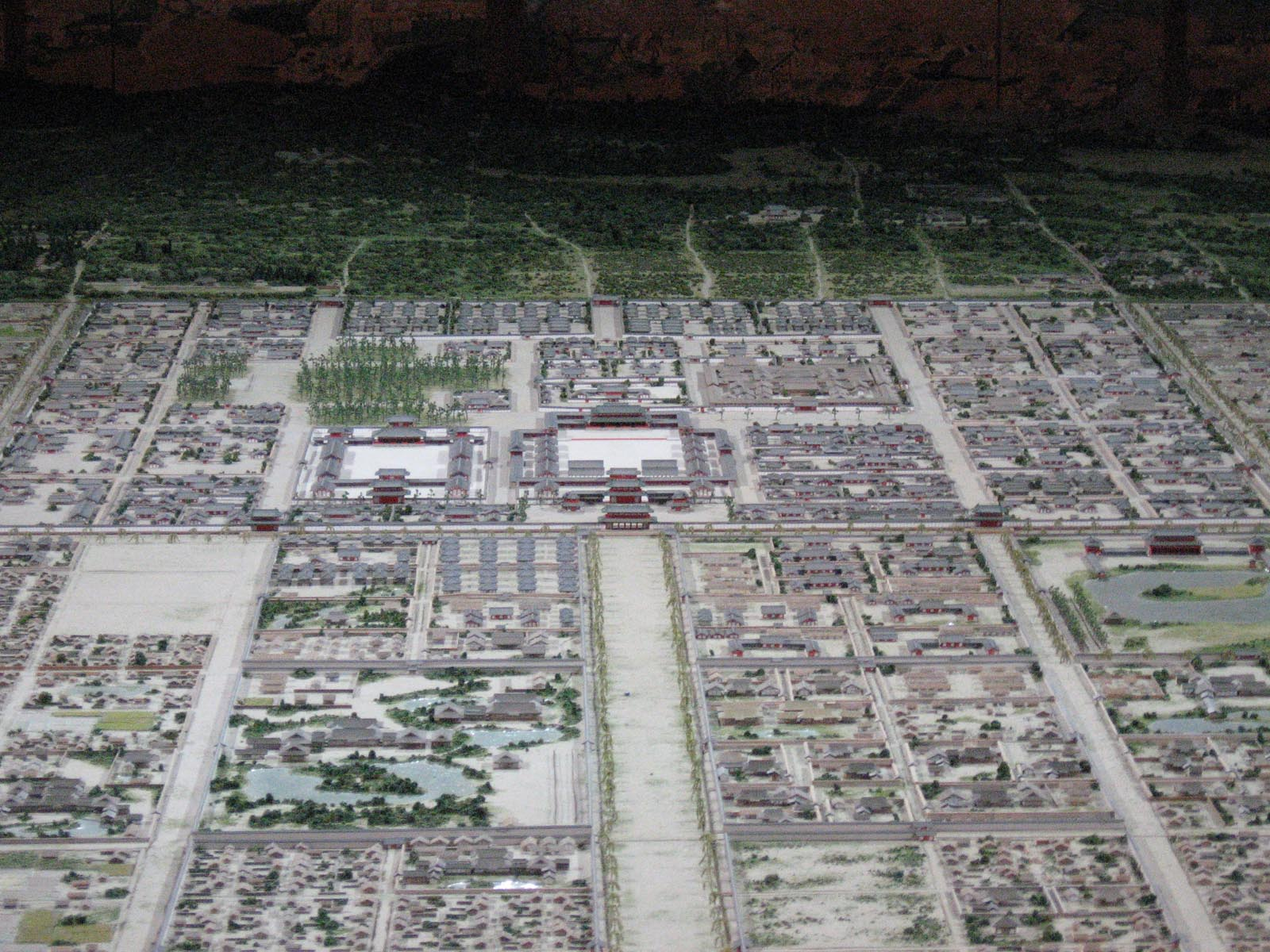
Maqueta en miniatura de la ciudad (大内裏, con el Palacio en el centro) y una vista panorámica de Heian-kyō.

A finales del siglo viii, el emperador Kanmu decidió la construcción de una nueva capital, abandonando Heijō-kyō (la actual Nara), que venía siendo la capital nipona desde el 710. Históricamente se ha sostenido que las razones para realizar este traslado obedecían a la intención de librarse de la creciente influencia de los monasterios budistas sobre la corte imperial de Nara. Trasladado el Emperador y su corte temporalmente a Nagaoka-kyō, la nueva ciudad fue construida por orden imperial en el 793 a manos de Fujiwara no Ogurimaru.
Al año siguiente, se decidió el traslado de la capital a la ciudad de nueva fundación que se situaría 50 km al norte de Nara. La ciudad se llamó Heian-kyō (平安京?  , 'Capital de la tranquilidad'), nombre que también lo fue para llamar a su época, el conocido como período Heian. Para el Japón de aquellos tiempos, la construcción de una ciudad de este tamaño era una decisión ambiciosa, dadas las condiciones atrasadas del país y su todavía muy escasa población. La disposición de sus calles principales siguiendo el modelo de un tablero de ajedrez todavía refleja el modelo chino de ciudad que existía hace mil años. A su vez, ésta se establecería sobre un valle y sería trazada en forma de un tablero similar al ajedrez, imitando a la capital china de la dinastía Tang: Chang'an. Poseía un área rectangular de aproximadamente 4,5 km de este a oeste y de 5,2 km de norte a sur, y sólo tenía como excepción los dos templos de la puerta sur: el Sai-ji y el Tō-ji —entonces, los dos únicos templos permitidos—.
El palacio principal estaría en un rectángulo interno en la parte norte de la ciudad. En estos tiempos aparecieron las machiya, pequeñas casas tradicionales de madera que poblaban el paisaje de las urbes japonesas, y Heian-kyō no fue una excepción. La designación de la palabra Kiōto ('capital' o 'residencia imperial') no era oficial en el momento de su inauguración, pero el nombre se terminaría oficializando a finales del siglo xi, desplazando a la denominación original. En 1180, la capital fue trasladada a la ciudad de Fukuhara-kyō (福原京?), aunque solo fue por unos meses y tras este paréntesis volvió a Kioto. La decisión obedecía a los deseos de Taira no Kiyomori, un importante aristócrata que con este traslado —precisamente, a su feudo tradicional— buscaba asegurarse el control de la Corte imperial.

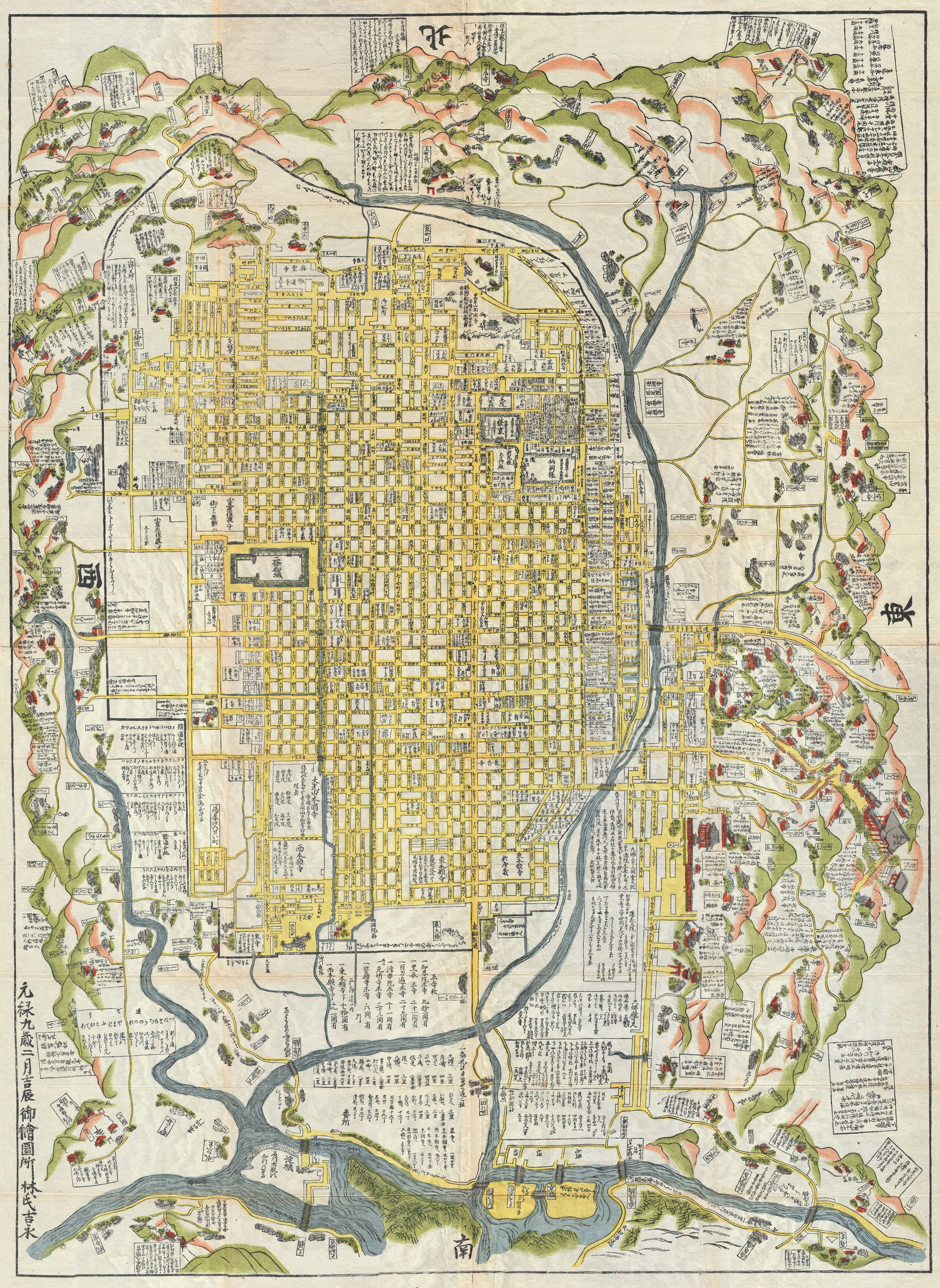
Mapa japonés del antiguo Kioto, hacia 1696.

No obstante, desde la instauración de los shogunatos, la dirección política se trasladó a otros puntos de poder. En ese sentido, la ciudad quedó relegada a un papel secundario, si bien siguió acogiendo la sede de la corte y de buena parte de la administración central, feudos nobiliarios y un gran número centros religiosos. Y es que la corte y el emperador permanecían en Kioto pero habían perdido prácticamente su poder e influencia en las decisiones nacionales, viviendo en una especie de retiro espiritual. Aun así, para entonces, Kioto constituía la mayor urbe de todo el país, era considerada el centro cultural y religioso de Japón, y tuvo un importante desarrollo.
Durante el shogunato Kamakura y, más tarde, el Tokugawa, Kioto continuó siendo la capital japonesa de iure, si bien coexistía con las otras capitales que, de facto, constituían los verdaderos centros de poder (en el primer caso lo fue la ciudad de Kamakura). En 1333 cayó el régimen de Kamakura; pero, como parte de estos conflictos internos, entre 1336 y 1392, la Corte Imperial de Kioto estuvo enfrentada con otra paralela que se había instalado en Yoshino, rivalizando ambas por la legitimad imperial hasta que Kioto quedó como única sede legítima de forma definitiva. En la época del shogunato Ashikaga, la ciudad volvió a ser el centro de poder, aunque la Corte Imperial siguiera en una posición secundaria. Un buen número de edificios históricos serán construidos durante este período, como los templos del Tenryū-ji (en 1339), el Kinkaku-ji ('Templo del Pabellón de Oro', 1397), el Ryōan-ji (1450), o el Ginkaku-ji ('Templo del Pabellón de Plata', 1474). En general, ésta fue una época de gran prosperidad para la ciudad.
La bonanza del Kioto medieval se truncó con el estallido de las guerras Ōnin, una serie de conflictos y guerras civiles que desgarraron al país durante diez años (1467-1477) y que dejaron profundas secuelas durante el siguiente siglo. La ciudad sufriría numerosos e importantes daños durante estas guerras, como el incendio y la destrucción de templos y viviendas, además la transformación de las lujosas viviendas nobiliarias en fortalezas para protegerse de las agresiones de otros clanes. Hacia 1550 llegaría a la ciudad el monje misionero español Francisco Javier, uno de los primeros occidentales en visitar el archipiélago japonés y, desde luego, en pisar la ciudad capital.
Entre el 1600 y el 1615, el noble Tokugawa Ieyasu terminó con las guerras y logró unificar el país, instaurando un nuevo shogunato en lo que se llama el período Edo. Una vez consolidado su poder, Ieyasu instaló su centro de poder en Edo, en la región de Kantō, y Kioto quedó una vez más relegada como un centro secundario. No obstante, si bien Edo y Osaka constituían los principales centros económicos de Japón, en este aspecto, la sede de la corte mantenía una posición secundaria. En cualquier caso, la ciudad seguía siendo una de las principales urbes del shogunato y, a principios del siglo xviii, ya alcanzaba una población de 400 000 habitantes (Edo tenía alrededor de un millón). Quedar desplazada en lo político no le impidió seguir siendo el corazón cultural y religioso de shogunato, destacando numerosos artistas, pintores de ukiyo-e, filósofos y escritores que nacieron o se formaron en Kioto. Durante los siglos xvii y xviii será un prestigioso centro cultural, además de recuperar su anterior producción de artesanías finas. A pesar de la relativa recuperación, la ciudad sufrió incendios que la destruyeron en varias ocasiones, como el Gran Incendio de Tenmei (1788).

### Restauración Meiji
En los últimos años del shogunato Tokugawa empezó el conocido como Bakumatsu, un periodo de inestabilidad política y social que fue en aumento hasta poner en peligro la propia existencia del sistema político.

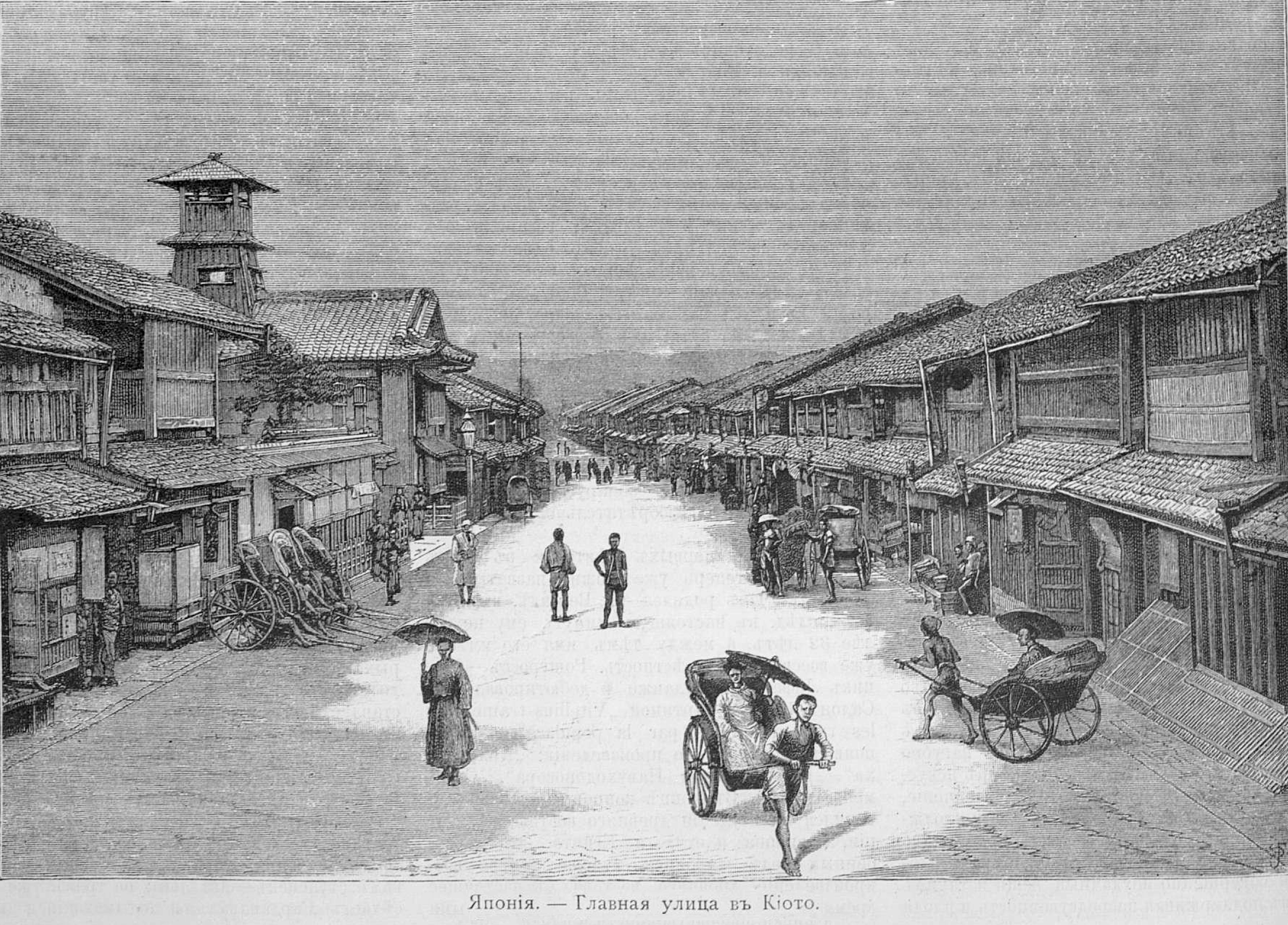
De kioto, la calle principal, 1891.

Kioto, como sede de la Corte imperial y capital oficial, pareció recuperar protagonismo político después de tantos años de letargo, aunque Edo fuera en muchas ocasiones el verdadero centro político y administrativo. El 20 de agosto de 1864 estalló en la ciudad una revuelta, la llamada rebelión Hamaguri, agrupada en torno al movimiento Sonnō jōi (尊王攘夷?  , 'Reverenciar al Emperador, expulsar a los bárbaros'). Aunque la intentona fue duramente reprimida por las fuerzas del shogún, dos tercios de la ciudad —alrededor de 28 000 viviendas— quedaron arrasados durante los combates e incendios que se sucedieron durante la revuelta. Lejos de afianzarse la situación, la inestabilidad fue en aumento y a mediados de la década de 1860 parecía que la situación política terminaría derribando al régimen shogunal. Así, en la mañana del 3 de enero de 1868, se produjo un golpe de Estado en el que tropas al mando del líder samurái Saigō Takamori tomaban las puertas del Palacio Imperial y se hacían con su control. De inmediato se convocó una asamblea de la que salió un decreto que despojaba de todos sus poderes al shogún, Yoshinobu Tokugawa. En el mismo texto quedaba claramente establecido que la responsabilidad de gobernar el país correspondía al emperador.
Este golpe de Estado no solucionó todos los problemas y, de hecho, algunos aliados feudales de Tokugawa enviaron tropas hacia la ciudad para revertir o intentar modificar la decisión imperial. En la entonces periferia de la ciudad tuvo lugar la batalla de Toba-Fushimi, que significó la caída final del régimen del shogunato Tokugawa y llevó al poder al nuevo régimen Meiji. La victoria política y militar sobre el shogunato no fue lo bastante firme para apuntalar la resistencia del régimen imperial, y haría falta medidas profundas. En esta dirección, un paso fue el traslado del emperador y la corte —y con ello, de la capital— al anterior castillo del shogún en Edo, que fue rebautizada como Tōkiō o 'Capital del Este'. Después de que Edo fuera renombrada, Kioto fue conocida durante un corto periodo como Saikyō (西京?  , 'Capital del Oeste'). A pesar de todo, en 1872, el nuevo Gobierno Meiji le concedió el estatus de ciudad (fu).

### Época contemporánea

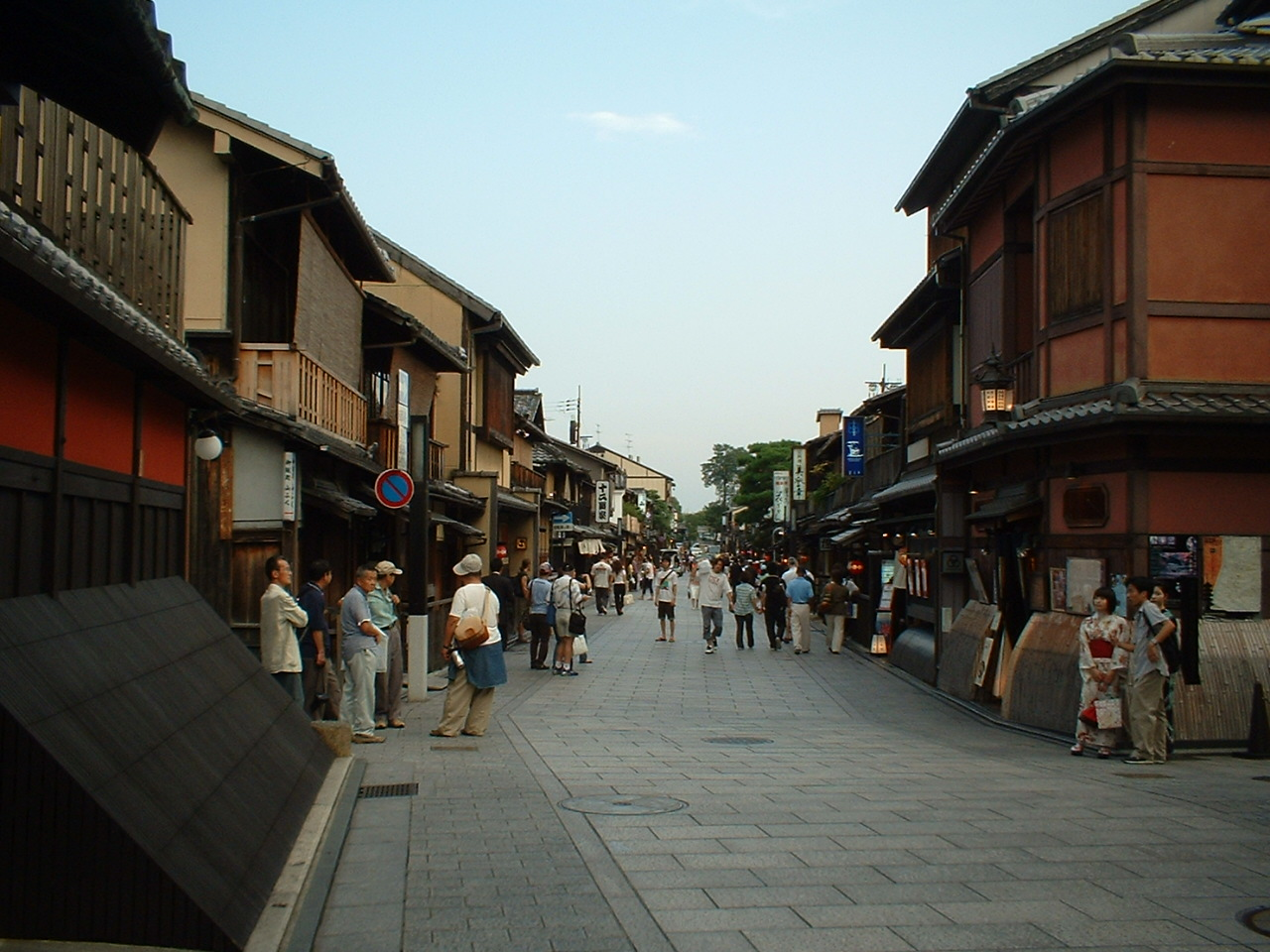
Calle del barrio de Gion. Las edificaciones mantienen el estilo de fines del.

Aunque había dejado de ser definitivamente el centro del poder político nipón, Kioto experimentó una lenta recuperación: se inauguró una nueva Universidad en 1889, finalizaron las obras del canal del Lago Biwa en 1890, llegó el ferrocarril en 1889 —quedando conectada con las ciudades de Osaka y Tokio— o terminó la construcción del nuevo Santuario Heian en 1895, en conmemoración por el 1100.º aniversario de su fundación. La población ya excedía el millón de habitantes hacia 1932, como prueba de esta tardía recuperación.
Al contrario que las grandes y principales ciudades niponas, durante la Segunda Guerra Mundial, Kioto no fue bombardeada debido a su gran patrimonio cultural y su importante legado histórico. Y, aunque originalmente iba a ser un objetivo de las bombas atómicas, el plan fue cancelado por el secretario de Guerra estadounidense, Henry L. Stimson, pues quería salvar este centro cultural que ya había conocido durante su luna de miel y, más tarde, durante varias visitas diplomáticas.
Por ello, hoy en día es la única gran ciudad de Japón que aún conserva numerosos edificios de preguerra. A partir de 1964, con la llegada del Shinkansen y la inauguración de la Torre de Kioto, empezaba la modernización del tradicional Kioto; aunque esta suponga la desaparición progresiva del Kioto tradicional, que está siendo sustituido por nuevos estilos arquitectónicos como el polémico complejo de la Estación de Kioto, inaugurado en 1997. La Expo '70 de Osaka, celebrada en 1970, se dejó sentir por toda la región de Kansai y también lo hizo en Kioto. 1994 fue uno de los grandes momentos de la ciudad, cuando la Unesco declaró Patrimonio de la Humanidad a trece templos budistas, tres santuarios sintoístas y el Castillo Nijō, edificados o remodelados en los casi tres siglos transcurridos desde el shogunato Tokugawa hasta la Restauración Meiji (1603-1808), cuando la capital imperial se trasladó a Tokio. Tres años después de esta nominación, Kioto volvió a estar en el centro de atención por ser la sede donde se firmó el más importante tratado hasta la fecha sobre el cambio climático y la contaminación atmosférica, el llamado Protocolo de Kioto. El acuerdo fue firmado el 11 de diciembre de 1997, aunque no entraría en vigor hasta el 16 de febrero de 2005.

## Geografía

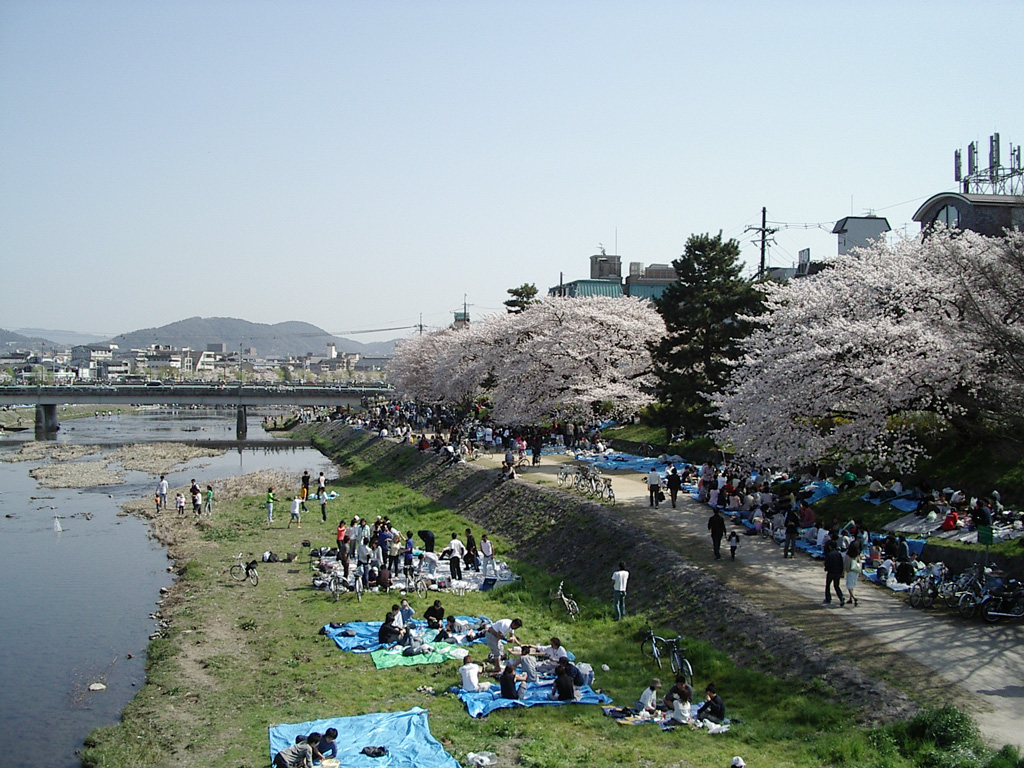
Locales en la ribera del Río Kamo durante la floración del cerezo

### Ubicación
La ciudad de Kioto se encuentra al sureste de la prefectura homónima de la que es capital (y a la que también da nombre). La urbe original fue diseñada de acuerdo con el estilo chino tradicional del feng shui, siguiendo el modelo de la antigua capital china de Chang'an (actual Xi'an). El Palacio Imperial está orientado hacia el sur, dando lugar a Ukio (el sector derecho de la capital) estar en el oeste, mientras que Sakyo (el sector de la izquierda) en el este. las calles de los barrios modernos de Nakagyo, Shimogyo y Kamigyo siguen un patrón de cuadrícula. En la actualidad, el principal distrito de negocios está situado al sur del antiguo Palacio Imperial, con la zona norte menos pobladas retener una sensación mucho más verde. Sin embargo, los alrededores no siguen el patrón de cuadrícula que sí existe en el centro de la ciudad, aunque en buena parte de las calles de Kioto éstas sí compartan la distinción de tener nombres comunes.
| Noroeste: : Nantan                                | Norte: : Nantan      | Nordeste: : Prefectura de Shiga |
| Oeste: : Kamemoka                                 |                      | Este: : Prefectura de Shiga     |
| Suroeste: : Mukō, Nagaokakyō, Prefectura de Osaka | Sur: : Uji, Kumikaya | Sureste: : Prefectura de Shiga  |

### Orografía
Está situado en un valle, que forma parte de la Cuenca de Yamashiro, en la parte oriental de la región montañosa conocida como las Tierras altas de Tamba. La cuenca del Yamashiro está rodeada en tres lados por montañas conocidas por los nombres de Higashiyama, Kitayama y Nishiyama, con una altura justo por encima de 1000 m sobre el nivel del mar. Esto da como resultado el posicionamiento del interior en los veranos calurosos e inviernos fríos. Existen tres ríos en la cuenca: el Ujigawa hacia el sur, el Katsuragawa hacia el oeste, y el Kamogawa al este. Kioto ciudad ocupa el 17,9 % del territorio de la Prefectura, con una superficie total de 827,9 km².

### Hidrología

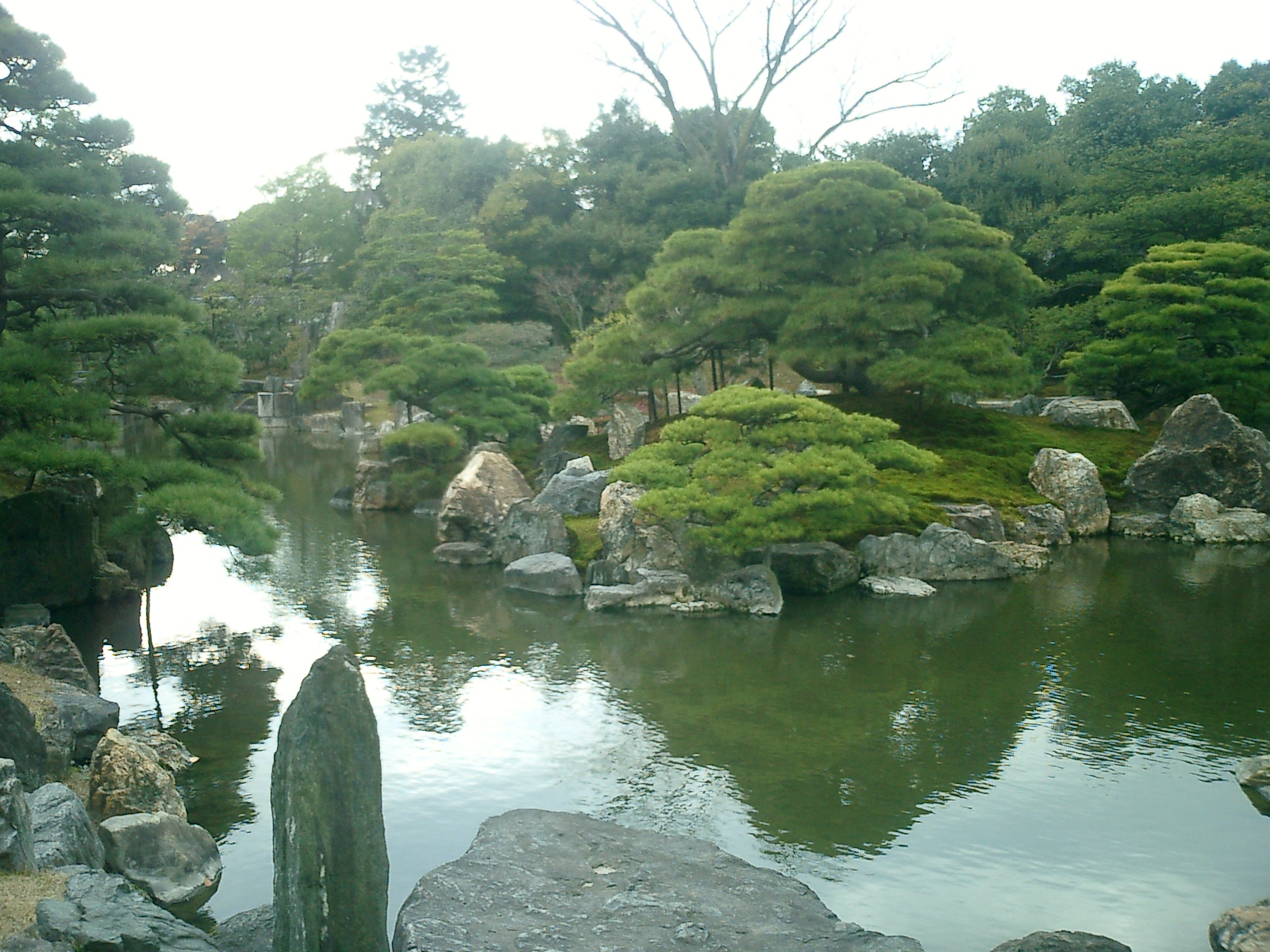
Típico jardín japonés en Kioto.

Kioto se asienta sobre una gran reserva de agua natural con suficientes pozos de agua dulce que ofrece a la ciudad, especialmente las reservas que posee el lago Biwa. Debido a la urbanización a gran escala, la cantidad de lluvia que desembocan en la mesa está disminuyendo y los pozos en la zona se están secando a un ritmo creciente.

### Climatología
La ciudad y prefectura de Kioto tienen un Clima subtropical húmedo, según la Clasificación climática de Köppen, por lo que predomina un clima caracterizado por veranos cálidos y húmedos, a la vez que fríos y secos inviernos. En la siguiente tabla se muestran las temperaturas medias anuales:
| Parámetros climáticos promedio de Kioto                                     | Parámetros climáticos promedio de Kioto | Parámetros climáticos promedio de Kioto | Parámetros climáticos promedio de Kioto | Parámetros climáticos promedio de Kioto | Parámetros climáticos promedio de Kioto | Parámetros climáticos promedio de Kioto | Parámetros climáticos promedio de Kioto | Parámetros climáticos promedio de Kioto | Parámetros climáticos promedio de Kioto | Parámetros climáticos promedio de Kioto | Parámetros climáticos promedio de Kioto | Parámetros climáticos promedio de Kioto | Parámetros climáticos promedio de Kioto |
| Mes                                                                         | Ene.                                    | Feb.                                    | Mar.                                    | Abr.                                    | May.                                    | Jun.                                    | Jul.                                    | Ago.                                    | Sep.                                    | Oct.                                    | Nov.                                    | Dic.                                    | Anual                                   |
| --------------------------------------------------------------------------- | --------------------------------------- | --------------------------------------- | --------------------------------------- | --------------------------------------- | --------------------------------------- | --------------------------------------- | --------------------------------------- | --------------------------------------- | --------------------------------------- | --------------------------------------- | --------------------------------------- | --------------------------------------- | --------------------------------------- |
| Temp. máx. abs. (°C)                                                        | 19.9                                    | 22.9                                    | 25.7                                    | 30.7                                    | 33.8                                    | 36.8                                    | 38.2                                    | 39.8                                    | 38.1                                    | 32.2                                    | 26.9                                    | 22.8                                    | 39.8                                    |
| Temp. máx. media (°C)                                                       | 8.9                                     | 9.7                                     | 13.4                                    | 19.9                                    | 24.6                                    | 27.8                                    | 31.5                                    | 33.3                                    | 28.8                                    | 22.9                                    | 17.0                                    | 11.6                                    | 20.8                                    |
| Temp. media (°C)                                                            | 4.6                                     | 5.1                                     | 8.4                                     | 14.2                                    | 19.0                                    | 23.0                                    | 26.8                                    | 28.2                                    | 24.1                                    | 17.8                                    | 12.1                                    | 7.0                                     | 15.9                                    |
| Temp. mín. media (°C)                                                       | 1.2                                     | 1.4                                     | 4.0                                     | 9.0                                     | 14.0                                    | 18.8                                    | 23.2                                    | 24.3                                    | 20.3                                    | 13.6                                    | 7.8                                     | 3.2                                     | 11.7                                    |
| Temp. mín. abs. (°C)                                                        | -11.9                                   | -11.6                                   | -8.2                                    | -4.4                                    | -0.3                                    | 4.9                                     | 10.6                                    | 12.8                                    | 7.1                                     | 0.2                                     | -4.4                                    | -9.4                                    | -11.9                                   |
| Precipitación total (mm)                                                    | 50.3                                    | 68.3                                    | 113.3                                   | 115.7                                   | 160.8                                   | 214.0                                   | 220.4                                   | 132.1                                   | 176.2                                   | 120.9                                   | 71.3                                    | 48.0                                    | 1491.3                                  |
| Nevadas (cm)                                                                | 5                                       | 8                                       | 2                                       | 0                                       | 0                                       | 0                                       | 0                                       | 0                                       | 0                                       | 0                                       | 0                                       | 3                                       | 18                                      |
| Días de precipitaciones (≥ 0.5 mm)                                          | 7.8                                     | 9.2                                     | 11.9                                    | 10.6                                    | 11.4                                    | 12.9                                    | 12.9                                    | 8.7                                     | 11.0                                    | 8.8                                     | 7.6                                     | 8.1                                     | 120.9                                   |
| Días de nevadas (≥ 1 mm)                                                    | 3.1                                     | 3.9                                     | 1.0                                     | 0.0                                     | 0.0                                     | 0.0                                     | 0.0                                     | 0.0                                     | 0.0                                     | 0.0                                     | 0.0                                     | 1.2                                     | 9.2                                     |
| Horas de sol                                                                | 123.2                                   | 117.4                                   | 146.8                                   | 175.4                                   | 180.9                                   | 138.3                                   | 142.3                                   | 182.7                                   | 136.8                                   | 157.4                                   | 138.1                                   | 135.8                                   | 1775.1                                  |
| Humedad relativa (%)                                                        | 66                                      | 66                                      | 62                                      | 59                                      | 62                                      | 67                                      | 70                                      | 66                                      | 68                                      | 68                                      | 68                                      | 68                                      | 65.8                                    |
| Fuente n.º 1: 平年値（年・月ごとの値）                                      |                                         |                                         |                                         |                                         |                                         |                                         |                                         |                                         |                                         |                                         |                                         |                                         |                                         |
| Fuente n.º 2: (Temperaturas récord) 観測史上1～10位の値（年間を通じての値） |                                         |                                         |                                         |                                         |                                         |                                         |                                         |                                         |                                         |                                         |                                         |                                         |                                         |

## Demografía
Según datos de 2020, la ciudad tiene una población estimada de 1 465 000 habitantes, y una densidad de 1770 habitantes por km².
| Gráfica de evolución demográfica de Kioto entre 1890 y 2010 |
|                                                             |
| [ 36 ]                                                      |

## Política y gobierno

### Asamblea municipal de Kioto

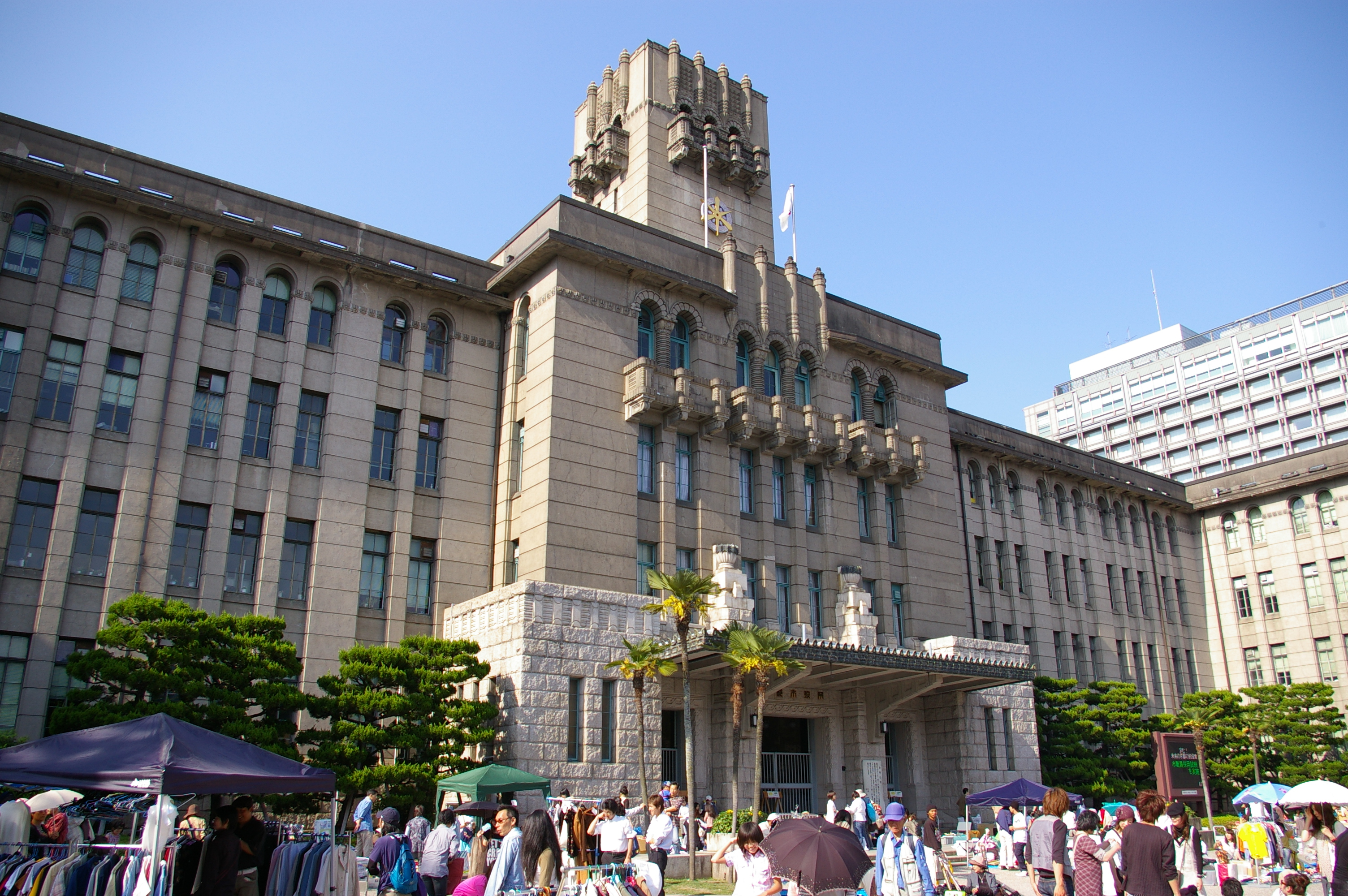
Edificio-Sede del Ayuntamiento de Kioto.

| Partido político                   | Número de escaños |
| ---------------------------------- | ----------------- |
| Partido Liberal Democrático        | 19                |
| Partido Comunista Japonés          | 14                |
| Partido Nuevo Kōmeitō              | 11                |
| Ishin no Kai                       | 9                 |
| Partido de Kioto                   | 5                 |
| Partido Democrático para el Pueblo | 3                 |
| Foro de Ciudadanos                 | 2                 |
| Partido Democrático Constitucional | 1                 |
| Independiente                      | 3                 |

### Distritos

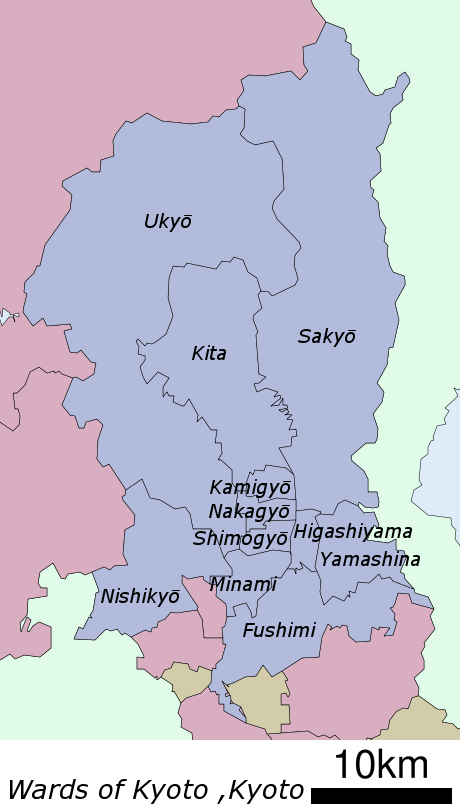
Mapa de los distritos de Kioto.

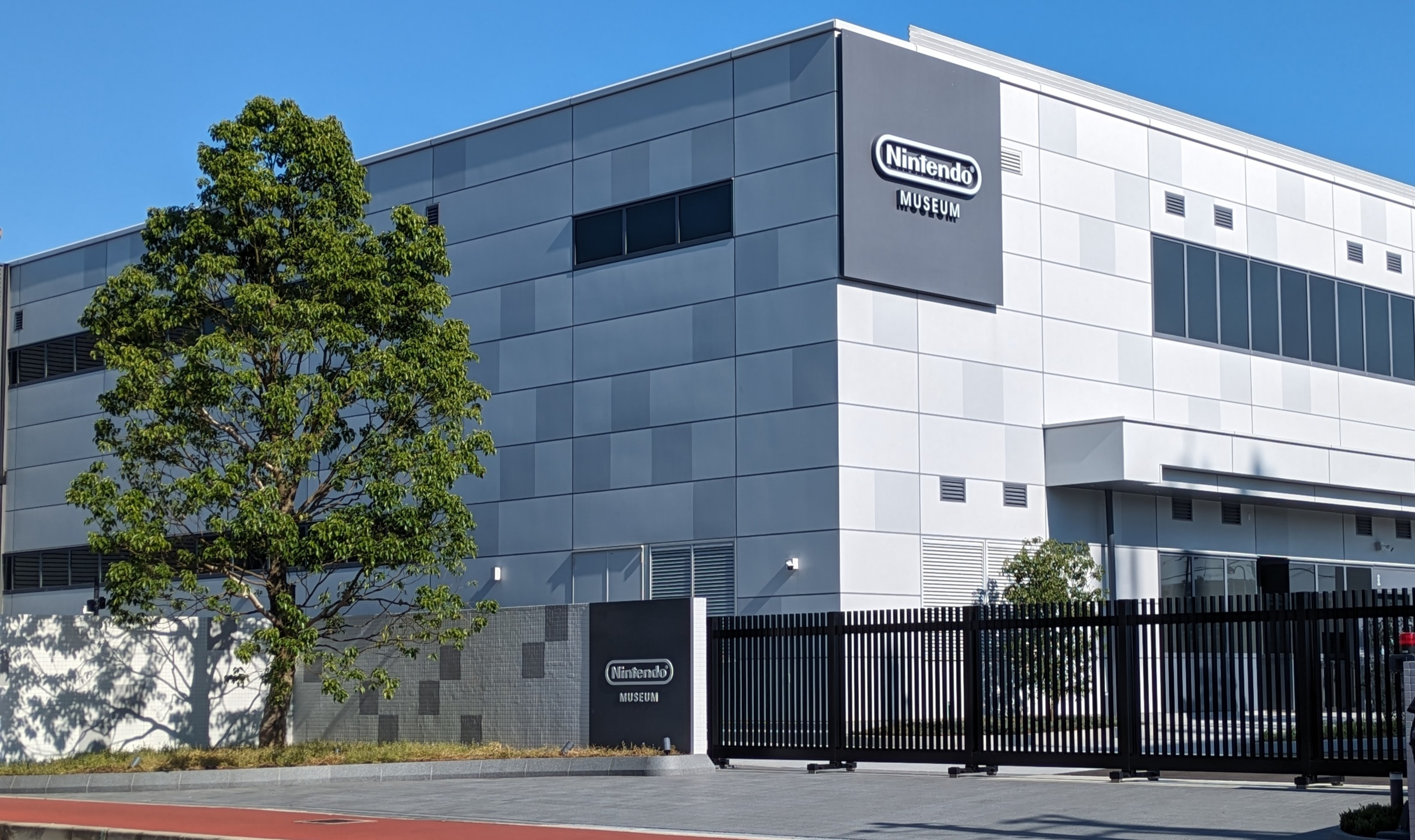
Entrada al edificio del Museo de Nintendo

La ciudad de Kioto está dividida en 11 distritos, llamados ku (区) en japonés. Son los siguientes:
- Fushimi-ku (伏見区)
- Higashiyama-ku (東山区)
- Kamigyo-ku (上京区)
- Kita-ku (北区)
- Minami-ku (南区)
- Nakagyo-ku (中京区)
- Nishikyo-ku (西京区)
- Sakyo-ku (左京区)
- Shimogyo-ku (下京区)
- Ukyo-ku (右京区)
- Yamashina-ku (山科区)

En su conjunto, todos ellos forman la ciudad de Kioto, bajo un único ayuntamiento y alcalde. Pero a diferencia de los 23 distritos especiales de Tokio, los de Kioto no son municipalidades separadas y constituyen subdivisiones internas para la administración municipal.

## Economía
| Año  | USD    |
| ---- | ------ |
| 1975 | 5324   |
| 1980 | 9523   |
| 1985 | 13 870 |
| 1990 | 20 413 |
| 1995 | 23 627 |
| 2000 | 26 978 |
| 2005 | 32 189 |
| 2010 | 36 306 |
| 2014 | 40 794 |

### Sectores industriales
Una de las principales fuentes de su economía es el turismo, ya que posee una gran cantidad de patrimonio histórico, social y cultural. Además cabe destacar la presencia de grandes compañías como la famosa Nintendo (La cual inauguró recientemente el Nintendo Museum), cuya sede se encuentra en esta ciudad.

### Turismo

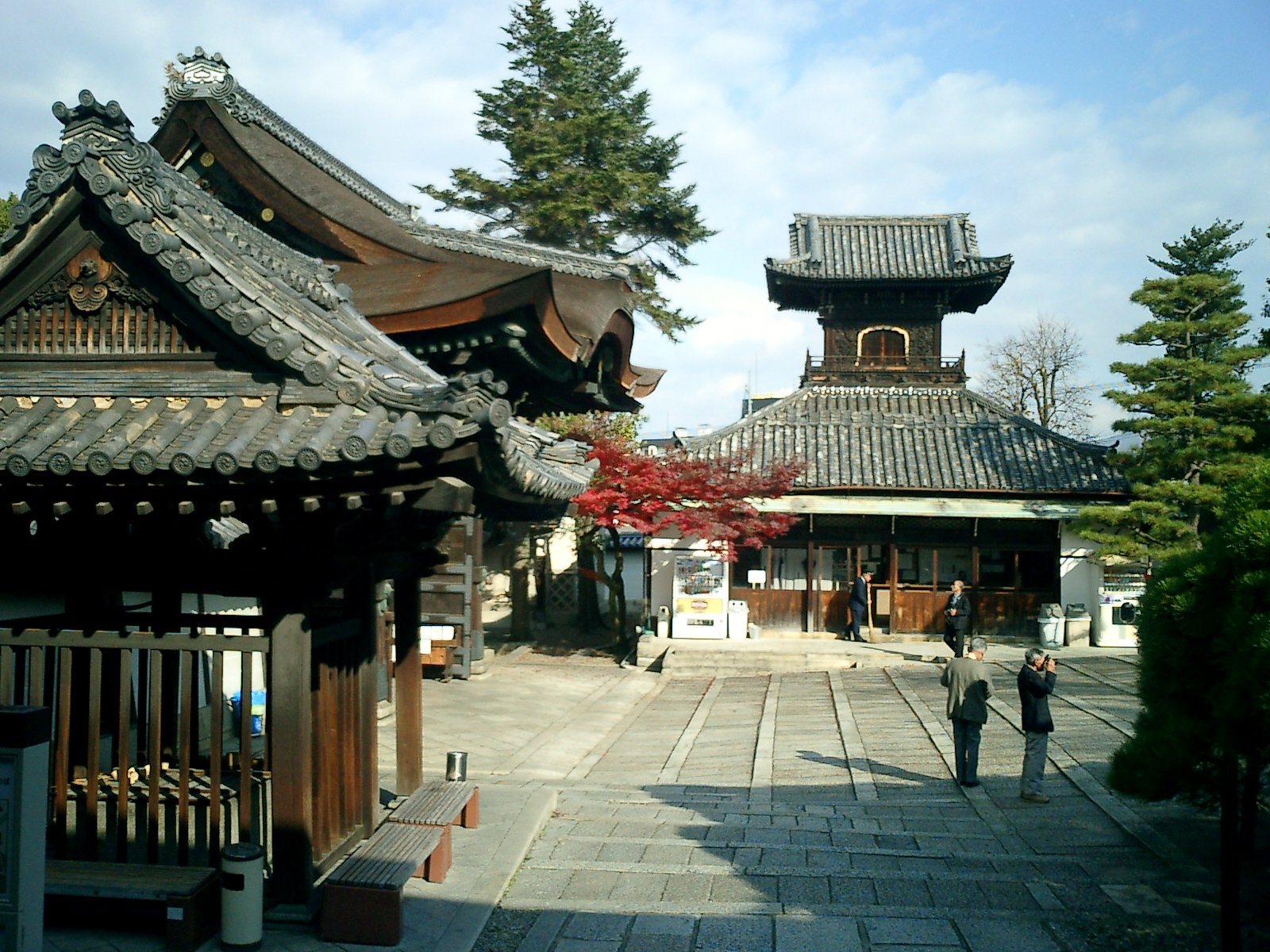
Turistas fotografiando edificios de arquitectura típica en Kioto.

La industria japonesa de cine y televisión tiene su centro en Kioto. Numerosas jidaigeki (películas de acción de samuráis) han sido rodadas en el Toei Uzumasa Eigamura, uno de los barrios de la ciudad. Entre las atracciones turísticas pueden encontrarse un estudio de filmación y un parque temático, el Eigamura, con réplicas de los edificios tradicionales japoneses que se utilizan para el jidaigeki. Entre los conjuntos pueden encontrarse una réplica de la antigua Nihonbashi (el puente a la entrada de Edo), un Palacio de justicia tradicional, un Koban del período Meiji y parte de la antigua Yoshiwara, el antiguo distrito rojo de Tokio. El rodaje de películas actuales se lleva a cabo de vez en cuando, y los visitantes pueden observarlo.

## Arquitectura

### Monumentos históricos
Los Monumentos históricos de la antigua Kioto (ciudades de Kioto, Uji y Otsu) fueron declarados Patrimonio de la Humanidad por la Unesco en el año 1994. Kioto se considera el centro cultural de Japón, y tiene algunos de los templos budistas, santuarios sintoístas, palacios y jardines más famosos de Japón.
- El Santuario Kamigamo (上賀茂神社 , Kamigamo Jinja?).
- El Santuario Shimogamo (下鴨神社 , Shimogamo-jinja?).
- El Templo del Oeste (東寺 Tō-ji?).
- El Templo del Agua pura (清水寺 , Kiyomizu-dera?).
- El Enryaku-ji (延暦寺).
- El Daigo-ji (醍醐寺).
- El Ninna-ji (仁和寺).
- El Byōdō-in (平等院).
- El Santuario Ujigami (宇治上神社 , Ujigami Jinja?).
- El Kōzan-ji (高山寺) o también denominado como  (栂尾山高山寺 , Toganoo-san Kōzan-ji?).
- El Tenryū-ji  (天龍寺?).
- El Templo de las fragancias del oeste (西芳寺 Saihō-ji?).
- El Templo del Pabellón dorado (金閣寺 , Kinkaku-ji?).
- El Templo del Pabellón de plata (銀閣寺 , Ginkaku-ji?).
- El Templo del dragón tranquilo y pacífico (龍安寺 o 竜安寺 , Ryōan-ji?).
- El Nishi Honganji (西本願寺 , Nishi Hongan-ji?).
- El Castillo Nijō (二条城 , Nijō-jō?).

### Patrimonio cultural

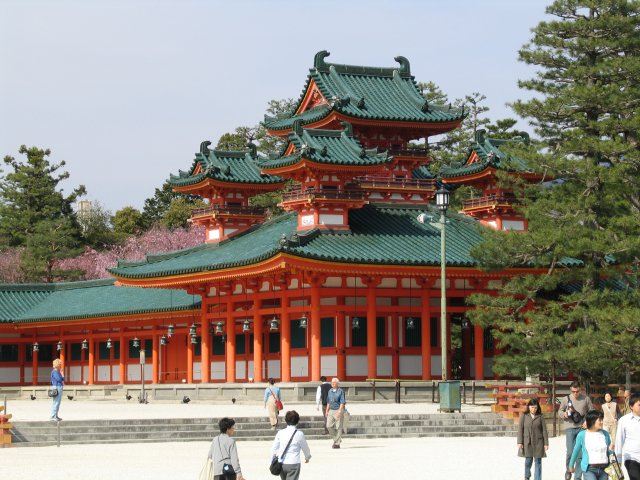
El Heian Jingū (平安 神宫).

Con sus aproximadamente 2000 templos o santuarios (de ellos, 1600 son budistas y 400 sintoístas), además de palacios, jardines y otros sitios, es una de las ciudades mejor preservadas en Japón. Algunos de los más famosos templos en Japón son Kiyomizu-dera (清水寺,templo del agua pura), un magnífico templo de madera apoyado por pilares a la ladera de una montaña y el Kinkaku-ji (金閣寺), o el Templo del Pabellón Dorado. El Ginkaku-ji (銀閣寺), o el Templo del Pabellón plateado, el Ryōan-ji, famoso por su jardín de rocas. También destaca especialmente el Heian Jingū (平安 神宫), un santuario sintoísta construido en 1895 en conmemoración por el 1100.º aniversario de la construcción de Heian-kyō. El edificio está dedicado a los emperadores Kanmu y Kōmei por ser el primer emperador que habitó en Kioto y el último que residió en ella antes del traslado de capital, respectivamente.
Por otro lado, la gente de Kioto habla un dialecto conocido como Kyotoben, una versión ligeramente arcaica del Kansaiben. Es muy característica la palabra del Kyotoben para decir "gracias" - "ooki ni" (en el japonés estándar se emplearía "arigatō").
Tres sitios especiales tienen conexiones con la familia imperial: la zona del Kyoto Gyoen (京都御苑 Kyōto gyoen?), incluyendo el Palacio Imperial de Kioto (京都御所, Kyōto Gosho) y Palacio Imperial Sentō (仙洞御所, Sentō-gosho) ambos residencia de los Emperadores de Japón durante muchos siglos; la Villa Imperial Katsura (桂離宮, Katsura Rikyū) y la Villa Imperial Shugaku-in (修学院離宮, Shugaku-in Rikyū), uno de los mejores jardines en Japón. Otros sitios notables en Kioto son Arashiyama y su lago. Los populares barrios de Gion y Pontochō, por cuyas calles es posible ver numerosas Geishas. El Camino de los Filósofos (哲学の道, Tetsugaku no Michi), o los canales que marcan el trazado de muchas de las antiguas calles de la ciudad.

#### Templos
- Sanjūsangen-dō (三十三間堂).

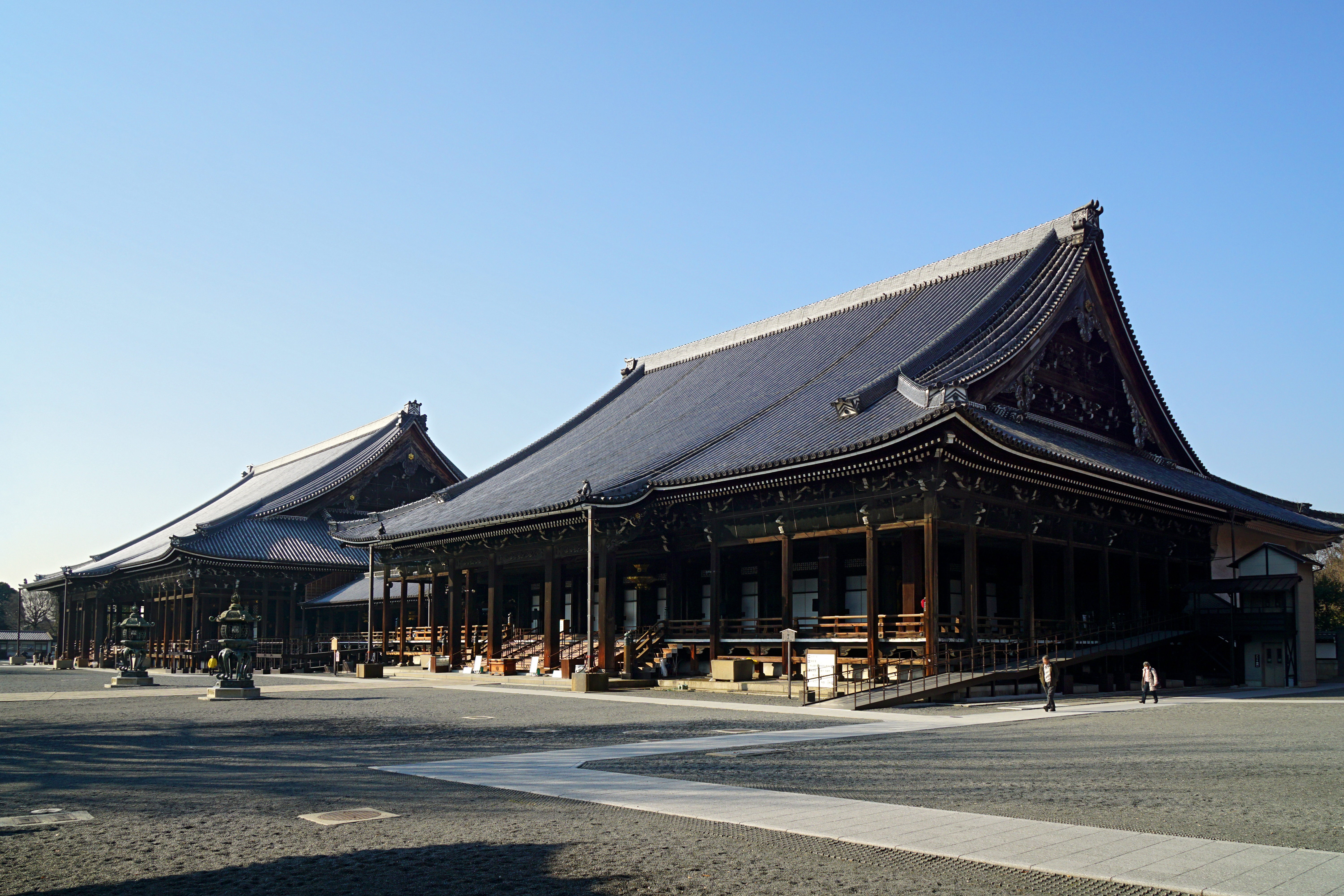
Templo del Voto Original.

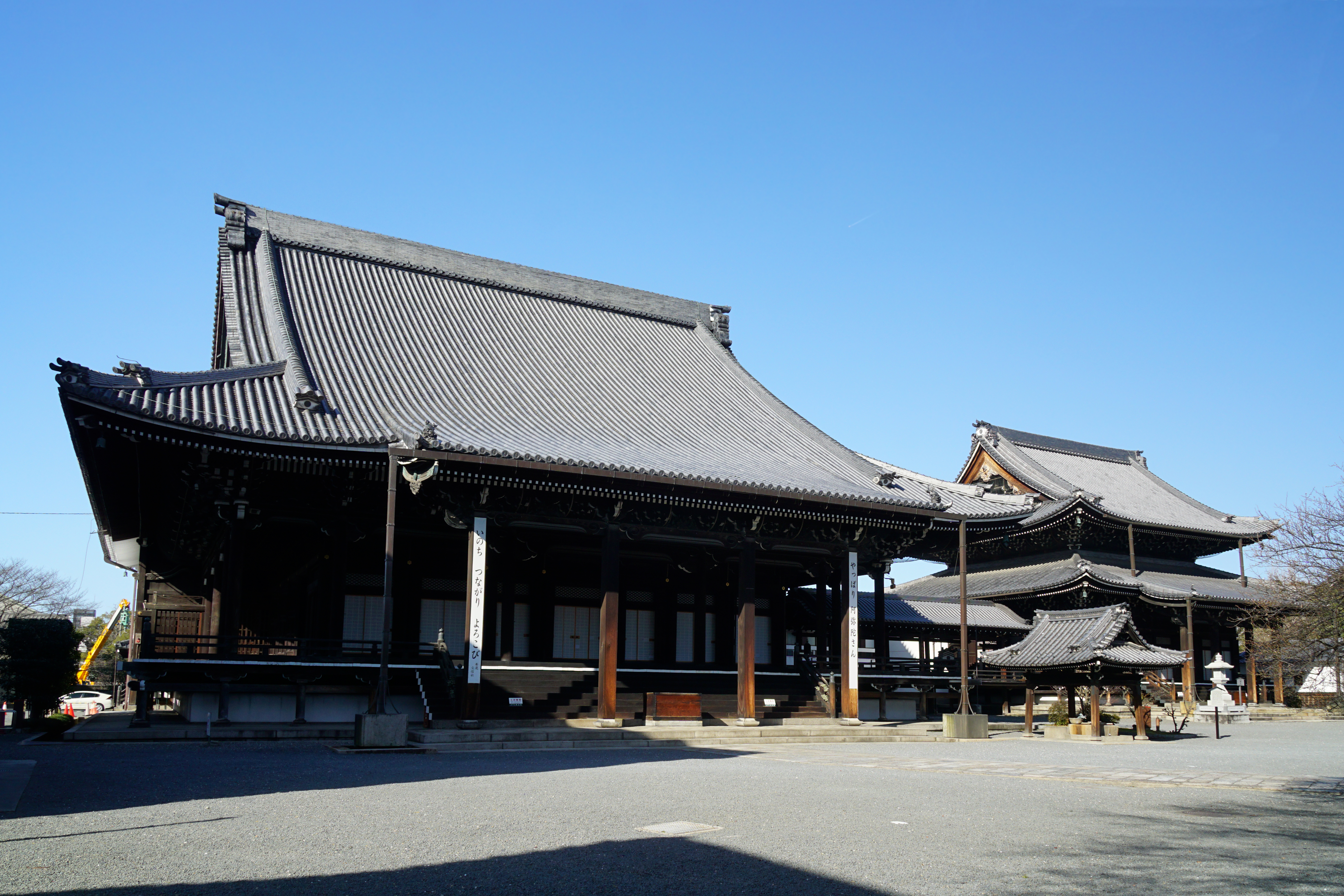
Templo Kōshō-ji.

- Templo del Voto Original  (本願寺 , Hongan-ji?).
- Nanzen-ji (南禅寺).
- Templo del Este  (西寺 Sai-ji?).
- Honnō-ji (本能寺).

#### Santuarios
- Fushimi Inari-Taisha (伏見稲荷大社).
- Santuario Heian  (平安神宫 , Heian jingū?).
- Santuario Yasaka 八坂神社 (Yasaka-jinja?)

#### Palacios, fortalezas y castillos
- Castillo Fushimi-Momoyama  (伏見城 Fushimi-jō?).
- Palacio Heian (大內裏).
- Palacio Imperial de Kioto  (京都御所 , Kyōto Gosho?).
- Palacio Imperial Sentō  (仙洞御所 , Sentō-gosho?)
- Villa Imperial Katsura  (桂離宮 , Katsura Rikyū?)
- Villa Imperial Shugaku-in  (修学院離宮 , Shugaku-in Rikyū?)

#### Jardines
- Shosei-en
- Jardín Botánico de Kioto (京都府立植物園, Kyōto Furitsu Shokubutsuen).
- Jardín de Bellas Artes (京都府立陶板名画の庭).

## Arte y cultura

### Museos

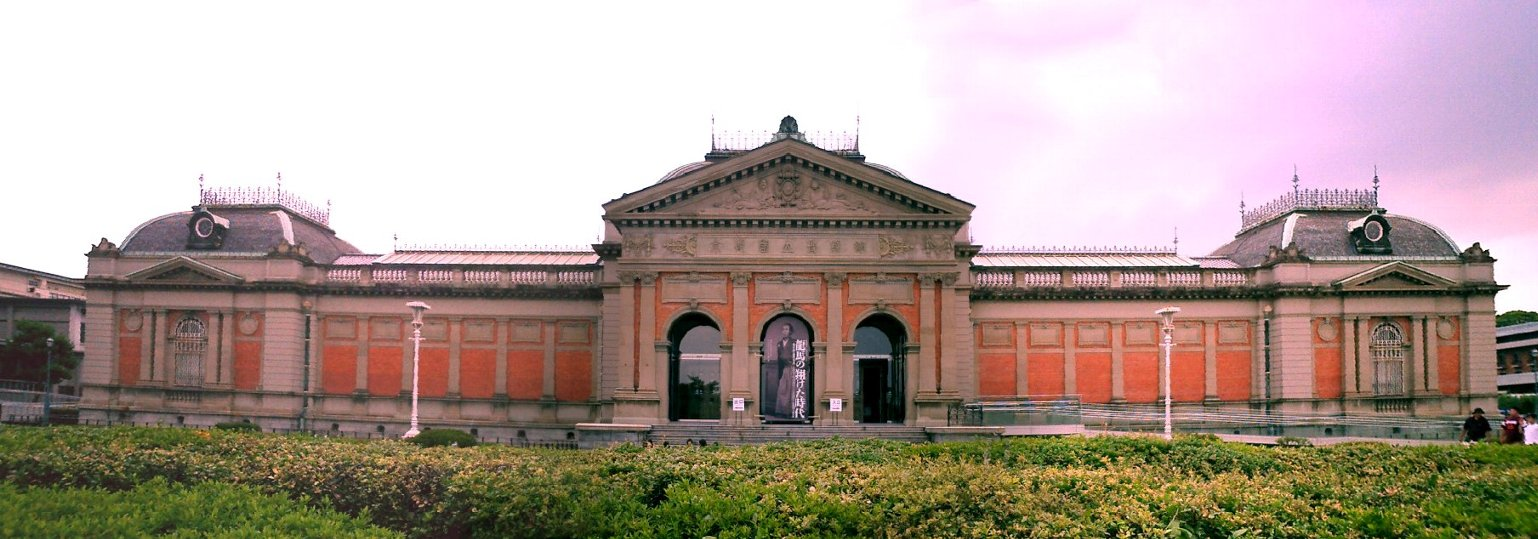
Fachada del Museo Nacional de Kioto.

Kioto, como destacada ciudad cultural, posee un gran número de museos y centros culturales, de los cuales los más destacados quizás sean el Museo Nacional de Kioto, el Museo Internacional del Manga, el Museo de la Locomotora de vapor de Umekōji o el Museo de Historia Ryozen, a los que habría que añadir el Zoológico municipal de Kioto (el segundo abierto en Japón después del de Tokio).

### Eventos culturales
La ciudad es bien conocida por sus festivales tradicionales que se han mantenido durante más de 1000 años y que actualmente constituyen la mayor atracción turística de la ciudad.
- Aoi Matsuri: Es el primero de los festivales, también conocido como el Kamo Matsuri, y celebrado el 15 de mayo.[42] Tiene sus orígenes en la época del Emperador Kinmei (aproximadamente hace 1400 años) y su nombre procede de la tradición de ofrecer geranios (aoi) a los dioses, acompañada de la decoración de los templos.[42] La tradición para su celebración ha continuado inquebrantable desde la Era Fujiwara y continúa celebrándose por todo lo alto.[42]
- Gion Matsuri: Meses después tiene lugar este festival que se celebra entre el 1 y el 31 de julio.[43] Es conocido por ser uno de los 3 grandes festivales de Japón, junto con los festivales de Kanda en Tokio y Tenjin en Osaka.[43] Desde el 13 hasta el 16 de julio, el Gion del Kon-chiki-chin se celebra en cada ciudad donde se hacen las picas, llega a su clímax el día 17, con el desfile masivo de carrozas Yamaboko (Yamaboko Jyunkou).[43]
- Bon Odori: El 16 de agosto tiene lugar este evento (que se celebra junto al Gozan no Okuribi) y que consiste en el encendido de hogueras en las montañas para guiar a los espíritus en su vuelta a casa.[44] Sus orígenes son difusos: grabados de comienzos de la Época Edo muestran que ya existía y, según la tradición, sus orígenes se encuentran cuando el monje Kobo-Daishi, en plegaria por el fin de una plega, realizó una representación del (Dai) en fuego.[44] Los 5 fuegos en Gozan (Daimonji, Myoho, Funagata, Hidari-daimonji y Torii-gata) son encendidos simultáneamente y creando una de las más memorables escenas veraniegas de Kioto.[44]
- Jidai Matsuri: Finalmente, el 22 de octubre tiene lugar el llamado "Festival de las edades" (o de los años), que celebra el pasado histórico más ilustre de Kioto.[45] Viene celebrándose desde finales del siglo XIX, en 1895, cuando tuvo lugar el 1100.º aniversario del traslado de la capital a Kioto, entonces llamada Heian-kyō. Empieza por la mañana, cuando parte una comitiva desde el Santuario Heian hasta el Palacio Imperial, y, al atardecer, procesiones representando varias épocas históricas atraviesan y vuelven al punto de origen.[45] Como dato curioso, destaca que al cabo de una hora de haber empezado se recrea en la comitiva la evolución cultural e histórica en el cambio de la indumentaria.[45]

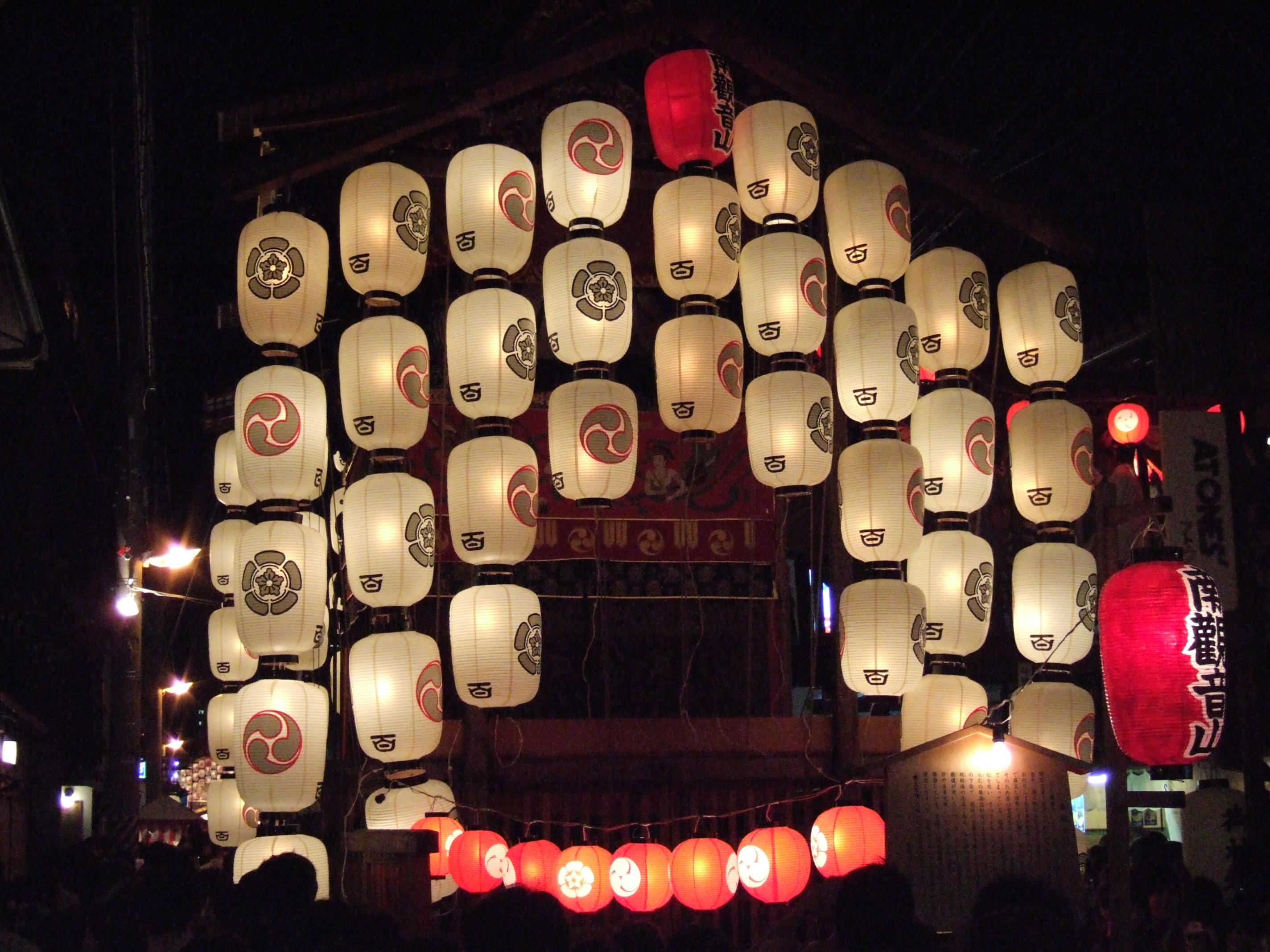
Gion Matsuri (祇園祭)
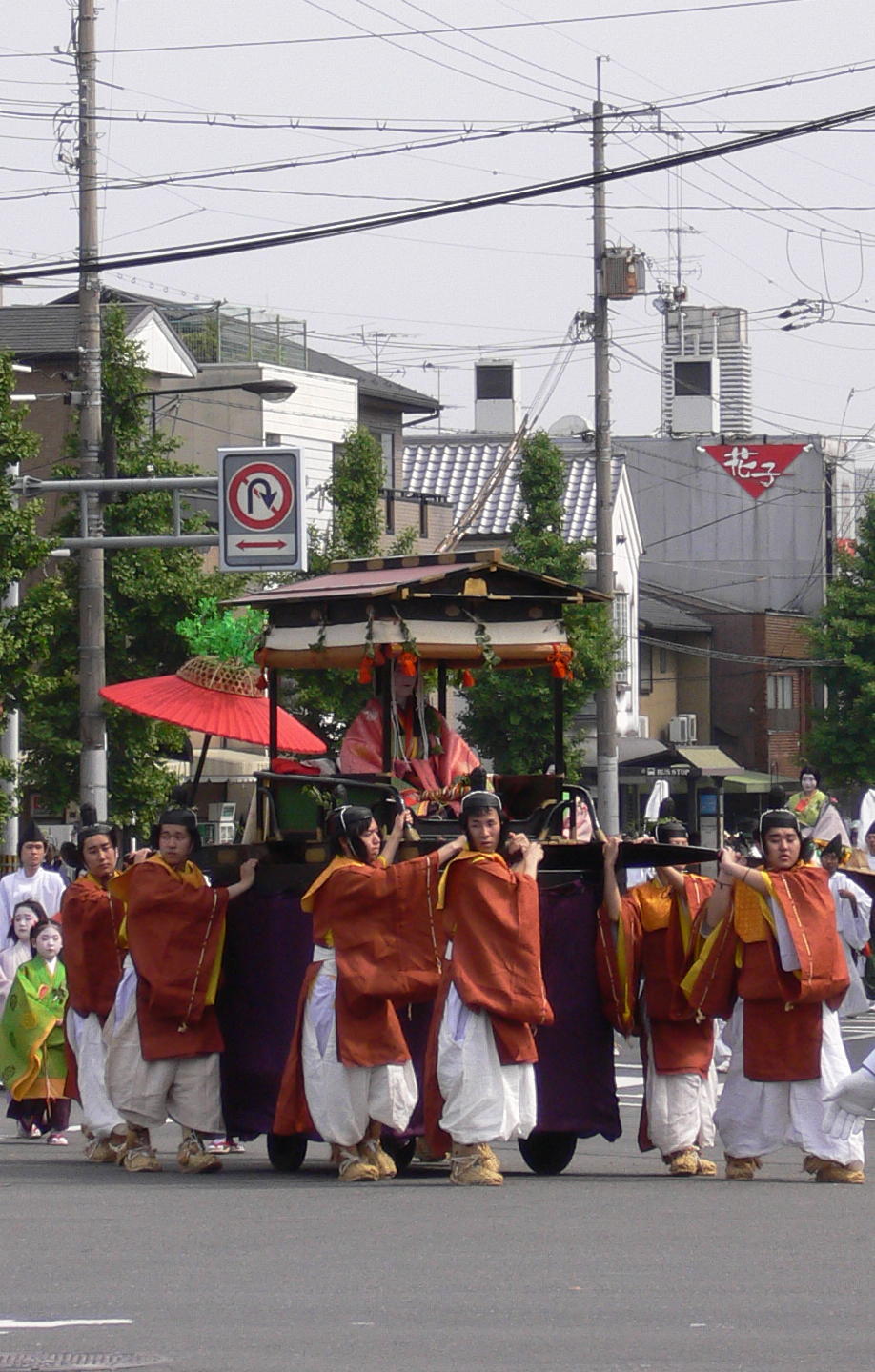
Aoi Matsuri (葵祭)
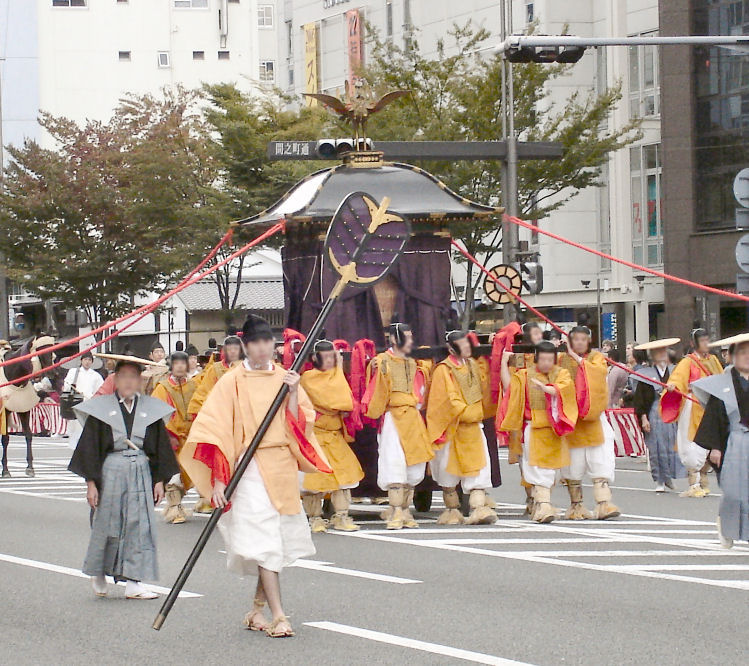
Jidai Matsuri (時代祭)
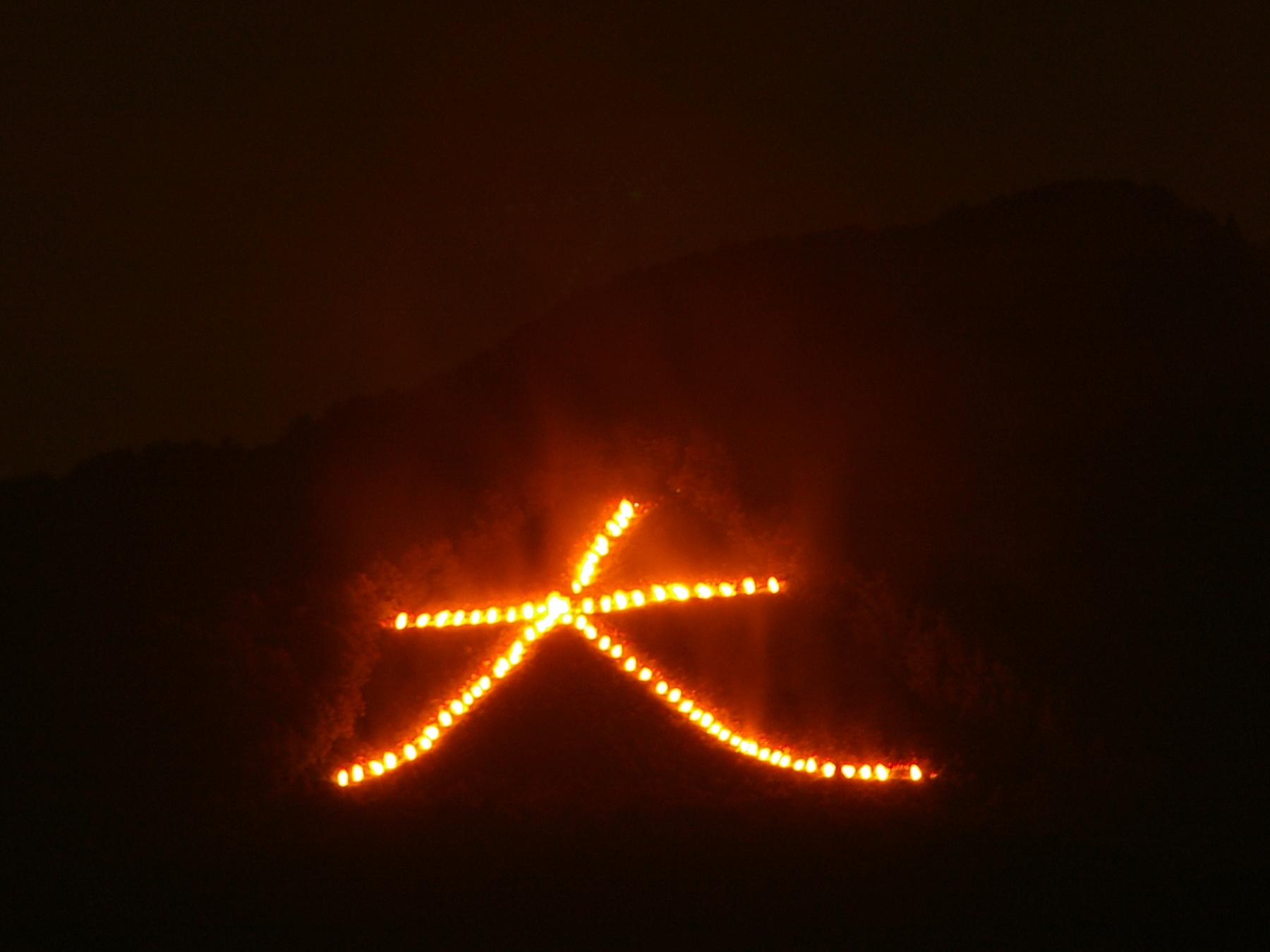
Gozan Okuribi (五山送り火)

### Gastronomía
Es también especialmente conocida por su abundancia en deliciosas comidas de la escuela japonesa. Las circunstancias especiales de Kioto –al ser una ciudad situada lejos del mar y como sede de numerosos templos budistas– han dado como resultado el desarrollo de una numerosa variedad de vegetales oriundos solo del área existente alrededor de la ciudad (kyōyasai, 京野菜).

## Educación

### Educación universitaria

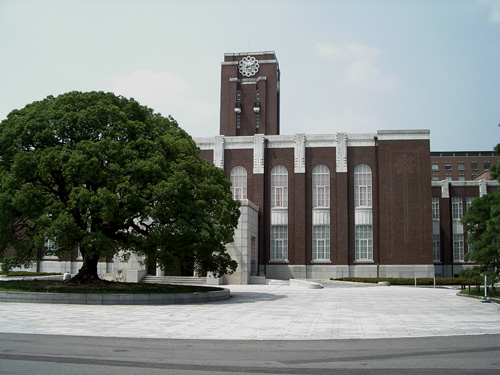
Torre del reloj, habitual sede de congresos en la Universidad de Kioto.

Kioto es conocida por ser uno de los principales centros académicos del país, dando cabida a unas 37 instituciones de educación superior: La Universidad de Kioto (京都大学; Kyōto Daigaku), una de las universidades nacionales (públicas) japonesas, es considerada como una de las mejores universidades en Japón. De acuerdo con la lista de clasificación del magacín británico Times Higher Education, la Universidad de Kioto quedaría en segunda posición entre las universidades niponas y en la 25.ª posición entre todas las universidades del mundo. El Instituto tecnológico de Kioto está también entre los más famosos de Japón y es considerado uno de los mejores centros universitarios en el país para los estudios de arquitectura y diseño. A su vez, junto a la de Kioto, las universidades de Doshisha y Ritsumeikan son las más populares en el área metropolitana de Osaka-Kōbe-Kioto (aunque estas dos últimas son privadas).
También es conocida por tener una única red de centros de estudios superiores, el llamado Consorcio de Universidades de Kioto, que cuenta con tres universidades nacionales, cinco públicas y 41 más de carácter privado. Este consorcio no ofrece ningún grado o titulación, pero imparte cursos como parte de las distintas titulaciones que ofrecen las universidades participantes en el consorcio. Por otro lado, el Consorcio de Kioto para Estudios Japoneses (KCJS, en sus siglas inglesas) es una organización de 14 universidades estadounidenses que patrocina un programa de estudios, de dos semestres académicos, para los estudiantes que deseen realizar trabajos avanzados en idioma japonés, así como estudios culturales nipones. Entre otras, la Universidad de Stanford tiene su propio centro en Kioto.

## Transportes

### Ferrocarril
La ciudad milenaria cuenta con una buena conexión ferroviaria: La Estación de Kioto constituye el centro de transportes en la ciudad y como segunda estación ferroviaria más grande de Japón acoge un centro comercial, hotel, cine y varias instalaciones del gobierno local, todo bajo un techo de quince pisos. Los servicios ferroviarios principales los llevan las pertenecientes al Grupo Japan Railways, del cual la línea Tōkaidō Shinkansen (el famoso Tren bala) está operada por la JR Central mientras que el resto de líneas convencionales de JR son operadas por la JR West.
Por otro lado, el Ferrocarril eléctrico de Keihan, Hankyu, Kintetsu, y otras operadoras ferroviarias también ofrecen un servicio frecuente con otras ciudades en la Región de Kansai desde esta estación. Las Compañías ferroviarias JR West y Kintetsu conectan directamente con la estación, mientras que Hankyu mantiene una terminal en la intersección con Shijō Kawaramachi, el distrito comercial de Kioto más próspero y animado. La de Keihan posee una terminal en Sanjō Keihan, que no se encuentra muy lejos del citado distrito.

### Metro
El Metro de Kioto (京都市営地下鉄 , Kyōto shi-ei chikatetsu ?, o Metro Municipal de Kioto) es el ferrocarril metropolitano que existe en esta ciudad. De tamaño modesto, solo consta de dos líneas: la Tozai (東西線, Tōzai-sen), y la Karasuma (烏丸線, Karasuma-sen), ambas operadas por la Oficina Municipal de Transportes de Kioto (京都市交通局 Kyōto-shi kōtsū-kyoku).
- La Línea Karasuma: Recibe el color verde, y sus estaciones reciben la numeración seguida de la letra K. El recorrido va desde el norte al sur de la ciudad. Todas las estaciones de esta línea están localizadas en la ciudad de Kioto propiamente dicha. La Oficina de Transportes y la Corporación Kintetsu operan conjuntamente el servicio, que continúa desde la Línea Kintetsu de Kioto hasta la Estación Kintetsu en la ciudad de Nara.
- La Línea Tozai: Recibe el color bermellón, y sus estaciones reciben la numeración seguida de la letra T. Esta línea recorre la ciudad desde las áreas del sudeste hasta el oeste, yendo en dirección este-oeste. En la Tozai se hallan integrados los servicios de la Línea Keihan Keishin, la cual ofrece servicios desde Hamaōtsu, en la vecina ciudad de Ōtsu (capital de la Prefectura de Shiga).

### Transporte aéreo

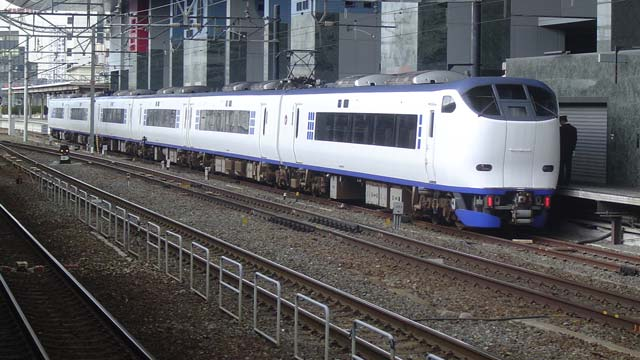
Expreso Haruka del Aeropuerto Internacional de Kansai en la Estación de Kioto.

Aunque Kioto no posee su propio aeropuerto, se puede llegar a la ciudad desde el Aeropuerto Internacional de Kansai y desde Aeropuerto de Itami (más conocido como Aeropuerto Internacional de Osaka), en la Prefectura de Osaka. El Haruka Express operado por la JR West lleva a los pasajeros desde el Aeropuerto de Kansai a la Estación de Kioto en 73 minutos. Por otro lado, existen autobuses que conectan en una hora el Aeropuerto Itami con la Estación Hachijo de Kioto y cuestan 1280 yenes por cada viaje de ida.

## Deportes

### Fútbol
En fútbol, Kioto está representada por el equipo Kyoto Sanga F.C., que ya ganó la Copa del Emperador en 2002, y la J. League Division 2 en 2005. El Kyoto Sanga tuvo una larga tradición como un club de aficionados, pero solo con la llegada de la profesionalización fue capaz de competir en la Primera división japonesa. Por otro lado, existen otros clubes de fútbol constituidos por aficionados, como Ococias Kyoto AC y el Kyoto Shiko Club (ambos facciones disidentes del original Kyoto Shiko F.C., que se convirtió en el actual Kyoto Sanga) así como otros de menor importancia que compiten en la liga regional de fútbol de Kansai.

## Ciudades hermanadas y Acuerdos de amistad
La ciudad de Kioto ha venido participando activamente en la iniciativa del Hermanamiento de ciudades, principalmente con ciudades de Europa, América y Asia:
- París (Francia): desde 1958. (Sólo acuerdo de cooperación, no hermanamiento)[49]
- Barcelona (España), desde 2016.[50]
- Boston (Estados Unidos), desde 1959.[50]
- Colonia (Alemania), desde 1963.[50]
- Florencia (Italia), desde 1965.[50]
- Kiev (Ucrania), desde 1971.[50]
- Xi'an (República Popular China), desde 1974.[50]
- Guadalajara (México), desde 1980.[50]
- Zagreb (Croacia), desde 1981.[50]
- Cuzco (Perú), desde 1987.[50]
- Praga (República Checa), desde 1996.[50]

| Predecesor: Nápoles | Sede de las Sesiones del Comité del Patrimonio de la Humanidad 1998            | Sucesor: Marrakech    |
| Predecesor: Ginebra | Sede de las Conferencias de las Naciones Unidas sobre el cambio climático 1998 | Sucesor: Buenos Aires |

| Predecesor: Nagaoka-kyō (Nagaokakyō) | Capital de Japón 794-1180  | Sucesor: Fukuhara-kyō (Kōbe) |
| Predecesor: Fukuhara-kyō (Kōbe)      | Capital de Japón 1180-1868 | Sucesor: Tokio               |